# Prekopa (żupania medzimurska)
Prekopa – wieś w Chorwacji, w żupanii medzimurskiej, w gminie Štrigova. W 2011 roku liczyła 234 mieszkańców.